# Casa del General
Es coneixen com a Casa del General els edificis construïts per la Generalitat arreu del territori per a la recaptació d'impostos durant els segles XV i XVI. També es coneixen com a Casa de la Bolla o de la Botja, per l'impost amb aquest nom que s'aplicava sobre les teles. Majoritàriament han arribat fins als nostres dies, tot i que en diferents estats de conservació.
Les primeres cases es van construir a la primera meitat del segle xv, i no va ser fins a finals del XVI que es va acordar la construcció de més edificis, com es recull en un acord dels diputats del General de l'any 1596, que recorda que després de les construccions del segle anterior "faren edificar una bella casa en cada una de les ciutats de Leyda, Tortosa, Tarragona y Gerona y en la vila de Cervera, ahont tenien solament botigues de poc respecte" 
També consten serveis de recaptació de la Generalitat, testimoniats per documents i segells però sense edificis propis, a Alcover, Alguaire, Almacelles, Arbeca, Bagà, Banyoles, Berga, Esterri, Figueres, Granollers, Guissona, Illa, Llívia, Manresa, Mataró, Oliana, Olot, Piera, Prada de Conflent, Reus, Ribes, Salses, Sant Feliu de Guíxols, Sant Feliu Sasserra, Sant Vicenç dels Horts, Santa Coloma de Queralt, Santa Maria de Palautordera, Sitges, Solsona, Tàrrega, Terrassa, Tremp, Valls, Vic, Vilafranca de Conflent, Vilafranca del Penedès i Vilanova de Cubelles.
- Segle XV
  - Palau de la Diputació de Perpinyà
  - Casa del General prop de la Llotja, a Barcelona (desapareguda)
  - Casa del General a Puigcerdà (desapareguda)
- Segle XVI
  - Casa de la Generalitat del portal de Sant Antoni, a Barcelona
  - Casa de la Generalitat a Tortosa
  - Casa de la Generalitat a Girona
  - Palau del Governador a Tarragona
  - Casa Delmera, a Cervera
  - Casa del General a Lleida (desapareguda)

Altres construccions de la Generalitat destacades foren, a més del Palau de la Generalitat, l'ampliació de les Drassanes i el Palau del Lloctinent, a Barcelona.